# دوگان (ریاضیات)

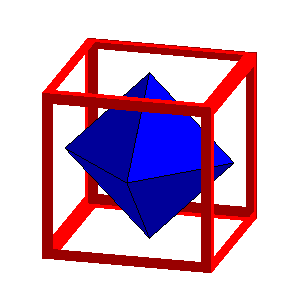
تصویری از محاطی یک هشت وجهی در یک شش وجهی. به ترکیب دو هرم با وجه های متساوی الاضلاع و قاعده مربع، هشت وجهی گفته میشود و به چند وجهی ای که دارای شش وجه مربع است، مکعب گفته میشود. رأس های هشت وجهی قطر وجه های مکعب را نصف میکند. در این حالت محاطی ضلع های هشت وجهی برابر با نصف قطر مربع است. اگر قطر مربع ۱۲ باشد، آنگاه ضلع هشت وجهی نیز ۶ میشود و همچنین، حجم آن برابر با ۱۴۴ واحد مکعب می‌شود. به این روش دوگان گفته می‌شود. این روش با اینکه اثبات نشده است، ولی قابل توصیف می‌باشد. این مورد یکی از موارد دوگان ریاضی است. جالب است بدانید که ارتفاع دو هرم برابر با ارتفاع مکعب نیز می‌باشد. به نظر شما چه استدلال هایی در این محاطی وجود دارد تا اثبات شود؟

در ریاضیات، می توان به‌طور عام گفت که دوگان مفاهیم و ساختارهای ریاضیاتی را به دیگر مفاهیم، قضایا و ساختارها، به صورت تناظر یک به یک ترجمه می کند، این عمل توسط عملیات پیچش انجام می شود: اگر دوگان {\displaystyle A} برابر {\displaystyle B} باشد، آنگاه دوگان {\displaystyle B} هم {\displaystyle A} خواهد بود. به عنوان مثال، قضیه دزارگ خود-دوگان است، بدین معنا که تحت عمل استاندارد دوگان گیری در فضای تصویری دوگانش برابر خودش می باشد.
در ریاضیات، مفهوم دوگان معانی متعددی دارند. از دوگان به عنوان "وسیع ترین و مهم ترین مفهوم در ریاضیات مدرن"  و "یک الگوی عمومی که تقریباً در تمام عرصه های ریاضیات بروز و ظهور دارد" یاد شده است.
بسیاری از دوگان های ریاضیاتی بین اشیائی از دو سنخ با روش جفت کردن یک سری از اشیاء صورت می گیرد. مثلاً در جبر خطی، برای هر فضای برداری یک فضای دوگان ساخته می شود، که در ادمه به جزئیات آن پرداخته خواهد شد. سپس با کمک تبدیلات دوخطی می توان به هر جفت از فضاهای برداری و دوگانشان یک اسکالر نسبت داد. مثالی دیگر، وجود رابطه دوگان بین توزیع ها و توابع آزمون می باشد، یا رابطه دوگانی پوانکاره که عدد برخورد (که در هندسه جبری مطالعه می شود) را به صورت جفت کردن زیر منیفلد های یک منیفلد دلخواه تعریف می کند.
از نقطه نظر نظریه رسته ها، مفهوم دوگان را می توان حداقل در قلمرو فضاهای برداری به صورت یک تابعگون دید. این تابعگون، به هر فضای برداری، دوگان آن را تخصیص می دهد، و ساختار عقب بر (به انگلیسی: Pullback) به هر بردار {\displaystyle f\colon V\to W}، دوگان آن یعنی {\displaystyle f\colon W^{*}\to V^{*}} را تخصیص می دهد.

## مثال های مقدماتی
مایکل عطیه می می گوید:
دوگان در ریاضیات قضیه نیست، بلکه یک "اصل" است.
لیست مثال های زیر، نشان دهده ی ویژگی های مشترک بین دوگان های مختلف می باشد، اما همچنین نشانگر این است که مفهوم دوگان از حالتی به حالت دیگر کمی متفاوت می باشد.

### متمم یک مجموعه
دوگان ساده، یا ساده تهرین دوگان را می توان با در نظر گرفتن زیر مجموعه هایی از یک مجموعه ثابت {\displaystyle S} پیدا کرد. برای هر زیر مجموعه {\displaystyle A\subseteq B}، مجموعه {\displaystyle A^{c}} (متمم {\displaystyle A} در {\displaystyle S} که با {\displaystyle A\setminus B} هم نمایش داده می شود) شامل تمام اعضایی از {\displaystyle S} است که در {\displaystyle A} قرار ندارند. پس متمم {\displaystyle A} خود زیر مجموعه ای از {\displaystyle S} است. متمم گیری خواص زیر را دارد:
- دوبار متمم گیری مجموعه اولیه را می دهد. به این صورت هم بیان می کنند که عمل متمم گیری یک پیچش است.
- شمول مجموعه ها، یعنی {\displaystyle A\subseteq B} با عمل متمم گیری عکس می شود: {\displaystyle B^{c}\subseteq A^{c}}.
- اگر دو زیر مجموعه ی A و B از S داده شده باشد، A مشمول در {\displaystyle B^{c}} است (یعنی A زیر مجموعه ای از {\displaystyle B^{c}} است) اگر و تنها اگر B مشمول در {\displaystyle A^{c}} باشد.

این رابطه ی دوگان، در توپولوژی، به صورت وجود دوگان بین زیر مجموعه های باز و بسته از یک فضای توپولوژی {\displaystyle X} ظاهر می شود: یک زیر مجموعه {\displaystyle U} از {\displaystyle X} بسته است اگر و تنها اگر متمم آن در {\displaystyle X} باز باشد. به همین دلیل، بسیاری از قضایا در مورد مجموعه های بسته دوگان قضایای مربوط به مجموعه های باز می باشد. به عنوان مثال، اجتماع تعداد دلخواهی از مجموعه های باز، باز است، پس دوگان آن می شود: اشتراک تعداد دلخواهی از مجموعه های بسته، بسته است. درون یک مجوعه، بزرگترین مجموعه باز داخل آن مجموعه است، و بستار یک مجموعه، کوچکترین مجموعه بسته شامل آن مجموعه می باشد. به دلیل وجود رابطه دوگان اخیر، متمم درون یک مجموعه ی دلخواه {\displaystyle U} از فضای توپولوژی، برابر با بستار متمم {\displaystyle U} خواهد بود.

### دوگان در حالت عام
- Atiyah, Michael (2007), Duality in Mathematics and Physics, lecture notes from the Institut de Matematica de la Universitat de Barcelona (IMUB).
- Kostrikin, A. I. (2001) [1994], "Duality", Encyclopedia of Mathematics, EMS Press.
- Gowers, Timothy (2008), "III.19 Duality", The Princeton Companion to Mathematics, Princeton University Press, pp. 187–190.
- Cartier, Pierre (2001), "A mad day's work: from Grothendieck to Connes and Kontsevich. The evolution of concepts of space and symmetry", American Mathematical Society. Bulletin. New Series, 38 (4): 389–408, doi:10.1090/S0273-0979-01-00913-2, ISSN 0002-9904, MR 1848254 (a non-technical overview about several aspects of geometry, including dualities)

### دوگان در توپولوژی جبری
- James C. Becker and Daniel Henry Gottlieb, A History of Duality in Algebraic Topology

### دوگان‌های خاص
- Artstein-Avidan, Shiri; Milman, Vitali (2008), "The concept of duality for measure projections of convex bodies", Journal of Functional Analysis, 254 (10): 2648–66, doi:10.1016/j.jfa.2007.11.008. Also author's site.
- Artstein-Avidan, Shiri; Milman, Vitali (2007), "A characterization of the concept of duality", Electronic Research Announcements in Mathematical Sciences, 14: 42–59, archived from the original on 2011-07-24, retrieved 2009-05-30. Also author's site.
- Dwyer, William G.; Spaliński, Jan (1995), "Homotopy theories and model categories", Handbook of algebraic topology, Amsterdam: North-Holland, pp. 73–126, MR 1361887, archived from the original on 9 February 2021, retrieved 21 September 2021
- Fulton, William (1993), Introduction to toric varieties, Princeton University Press, ISBN 978-0-691-00049-7
- Griffiths, Phillip; Harris, Joseph (1994), Principles of algebraic geometry, Wiley Classics Library, New York: John Wiley & Sons, ISBN 978-0-471-05059-9, MR 1288523
- Hartshorne, Robin (1966), Residues and Duality, Lecture Notes in Mathematics, vol. 20, Springer-Verlag, pp. 20–48, ISBN 978-3-540-34794-1
- Hartshorne, Robin (1977), Algebraic Geometry, Springer-Verlag, ISBN 978-0-387-90244-9, MR 0463157, OCLC 13348052
- Iversen, Birger (1986), Cohomology of sheaves, Universitext, Springer-Verlag, ISBN 978-3-540-16389-3, MR 0842190
- Joyal, André; Street, Ross (1991), "An introduction to Tannaka duality and quantum groups" (PDF), Category theory, Lecture Notes in Mathematics, vol. 1488, Springer-Verlag, pp. 413–492, doi:10.1007/BFb0084235, ISBN 978-3-540-46435-8, MR 1173027
- Lam, Tsit-Yuen (1999), Lectures on modules and rings, Graduate Texts in Mathematics, vol. 189, Springer-Verlag, ISBN 978-0-387-98428-5, MR 1653294
- Lang, Serge (2002), Algebra, Graduate Texts in Mathematics, vol. 211, Springer-Verlag, ISBN 978-0-387-95385-4, MR 1878556
- Loomis, Lynn H. (1953), An introduction to abstract harmonic analysis, D. Van Nostrand, pp. x+190
- Mac Lane, Saunders (1998), Categories for the Working Mathematician (2nd ed.), Springer-Verlag, ISBN 978-0-387-98403-2
- Mazur, Barry (1973), "Notes on étale cohomology of number fields", Annales Scientifiques de l'École Normale Supérieure, Série 4, 6 (4): 521–552, doi:10.24033/asens.1257, ISSN 0012-9593, MR 0344254
- Milne, James S. (1980), Étale cohomology, Princeton University Press, ISBN 978-0-691-08238-7
- Milne, James S. (2006), Arithmetic duality theorems (2nd ed.), Charleston, South Carolina: BookSurge, LLC, ISBN 978-1-4196-4274-6, MR 2261462
- Negrepontis, Joan W. (1971), "Duality in analysis from the point of view of triples", Journal of Algebra, 19 (2): 228–253, doi:10.1016/0021-8693(71)90105-0, ISSN 0021-8693, MR 0280571
- Veblen, Oswald; Young, John Wesley (1965), Projective geometry. Vols. 1, 2, Blaisdell Publishing Co. Ginn and Co., MR 0179666
- Weibel, Charles A. (1994), An introduction to homological algebra, Cambridge University Press, ISBN 978-0-521-55987-4, MR 1269324